# Amorphophallus subcymbiformis
Amorphophallus subcymbiformis är en kallaväxtart som beskrevs av Cornelis Rugier Willem Karel van Alderwerelt van Rosenburgh. Amorphophallus subcymbiformis ingår i släktet Amorphophallus och familjen kallaväxter. Inga underarter finns listade.